# 相原 (相模原市)
相原（あいはら）は、神奈川県相模原市緑区の地名。現行行政地名は相原一丁目から相原六丁目。住居表示実施済区域。

## 地理
神奈川県相模原市の中央部北端、2006年・2007年に実施された旧津久井郡4町との合併以前の旧市域の北西端に位置する。北の都県境を挟んで東京都町田市相原町に隣接し、南は西橋本・二本松、東は元橋本町・橋本、西は町屋・原宿と接する。
境川の南側で、相模原台地の北端部を占める。
古くからの集落は北部の境川に近い段丘崖周辺に分布し、津久井街道（国道413号）が東西に貫通する相模原台地上の平坦面は畑地として利用されてきた。1970年代以降、全域で宅地開発の進行が目立つようになり、農地は急速に減少している。市街化は西の境界を越えて城山地区東部にまで及び、連続した市街地を形成しつつある。
相模原市において「相原」と呼び得る領域には、1941年の合併以前の旧相原村、元の大字相原の区域、住居表示による相原一-六丁目の3階層があるが、旧相原村の区域を「相原」と呼ぶことは現在はほとんどなく、市の行政ではこの区域を「橋本地区」と呼ぶことが多い（本庁直轄（現・中央区）の小山、清新ほかを除く）。JR・京王電鉄橋本駅南側に神奈川県立相原高等学校があるが、この校名は前身の神奈川県立農蚕学校（1922年開設）が1930年に神奈川県立相原農蚕学校と改称した当時、旧相原村に属していたことによる（所在地は大字橋本）。なお、相原高校についてはリニア中央新幹線の橋本駅乗り入れ対応のため2019年4月に同市橋本台4丁目へ移転したため、旧大字相原地内に入ったことになる。

### 河川
- 境川

### 地価
住宅地の地価は、2023年（令和5年）1月1日の公示地価によれば、相原1-7-14の地点で17万6000円/m2、相原4-4-13の地点で16万円/m2となっている。

## 交通
JR横浜線相原駅は町田市相原町にあり、当地には駅は存在しない。ただし駅敷設の計画はされたことがあり、大正末期には南津電気鉄道（間島－相模川尻）の途中駅として相模相原駅の設置が決まり、鉄道免許も交付されていた。しかし昭和初期に起こった世界恐慌の影響で事業者が倒産し、以来計画は現在に至るまで具体化していない。

## 歴史
1594年（文禄3年）の検地で境川が武蔵・相模両国の境界とされたことにより、北側が武蔵国多摩郡、南側が相模国高座郡に属することとなった。
境川の国界確定後、北側の武蔵国相原村に対して「上相原村」とも称し、江戸時代後期の天保年間まで「上相原村」「相原村」の呼称が併用された。当初は相模原台地北部の広い範囲を占めていたが、1646年（正保3年）に橋本村、小山村、下九沢村が分村し、相原村（上相原村）はそれまでの村域の北西部に限られることになった。なお、小山村からは天保年間末期に始まる新田開発によって清兵衛新田が分立している。江戸時代初めには幕府直轄領であったが、幕末の相原村は旗本2家の相給であった。

### 地名の由来
古くは粟飯原とも表記し、平安時代後期から鎌倉時代にかけて武蔵国多摩郡を中心に割拠した武士団「横山党」のうちの粟飯原氏の名字の地とされる。

### 沿革
- 1868年（慶応4年）、神奈川府の設置とともに同府（のち神奈川県）の所属となる。町村制施行に際して相原村は橋本村、小山村、清兵衛新田と合併して高座郡相原村が発足し、同村の大字・相原となる。
- 1941年（昭和16年）、相原村が上溝町、座間町ほか5村と合併して高座郡相模原町が発足して同町の大字・相原となる。（旧座間町は1948年（昭和23年）に相模原町から再分離）
- 1954年（昭和29年）に相模原町の市制施行により相模原市の大字・相原となった。

1967年（昭和42年）以降、以下のように相次いで住居表示が実施され、現在は大字相原の全地区で住居表示の整備が完了している（※はそれぞれの町丁目の一部）。
- 1967年（昭和42年）4月1日
  - 元橋本町（※）、橋本七丁目（※）
- 1975年（昭和50年）7月1日
  - 西橋本三丁目（※）・四丁目（※）・五丁目（※）、二本松一丁目（※）・二丁目（※）・三丁目・四丁目
- 1988年（昭和63年）7月1日
  - 相原一丁目・二丁目・三丁目・四丁目・五丁目・六丁目、橋本八丁目（※）
- 1990年（平成2年）10月1日
  - 橋本台三丁目（※）・四丁目（※）

## 世帯数と人口
2020年（令和2年）10月1日現在（国勢調査）の世帯数と人口（総務省調べ）は以下の通りである。
| 丁目       | 世帯数    | 人口     |
| ---------- | --------- | -------- |
| 相原一丁目 | 571世帯   | 1,248人  |
| 相原二丁目 | 1,328世帯 | 3,011人  |
| 相原三丁目 | 629世帯   | 1,386人  |
| 相原四丁目 | 762世帯   | 1,798人  |
| 相原五丁目 | 668世帯   | 1,721人  |
| 相原六丁目 | 818世帯   | 1,873人  |
| 計         | 4,776世帯 | 11,037人 |

### 人口の変遷
国勢調査による人口の推移。
| 年                 | 人口   |
| ------------------ | ------ |
| 1995年（平成7年）  | 10,152 |
| 2000年（平成12年） | 10,283 |
| 2005年（平成17年） | 10,752 |
| 2010年（平成22年） | 10,931 |
| 2015年（平成27年） | 10,985 |
| 2020年（令和2年）  | 11,037 |

### 世帯数の変遷
国勢調査による世帯数の推移。
| 年                 | 世帯数 |
| ------------------ | ------ |
| 1995年（平成7年）  | 3,397  |
| 2000年（平成12年） | 3,698  |
| 2005年（平成17年） | 4,117  |
| 2010年（平成22年） | 4,423  |
| 2015年（平成27年） | 4,500  |
| 2020年（令和2年）  | 4,776  |

## 学区
市立小・中学校に通う場合、学区は以下の通りとなる（2018年2月時点）
| 丁目       | 番地                                                              | 小学校                 | 中学校               |
| ---------- | ----------------------------------------------------------------- | ---------------------- | -------------------- |
| 相原一丁目 | 全域                                                              | 相模原市立当麻田小学校 | 相模原市立相原中学校 |
| 相原二丁目 | 1番～29番4号 29番41～45号 30番22～25号                            | 相模原市立当麻田小学校 | 相模原市立相原中学校 |
| 相原二丁目 | その他                                                            | 相模原市立相原小学校   | 相模原市立相原中学校 |
| 相原三丁目 | 7番32～56号 11番 14番1～19号 14番28～33号 16番 17番9号 18番～30番 | 相模原市立相原小学校   | 相模原市立相原中学校 |
| 相原三丁目 | その他                                                            | 相模原市立当麻田小学校 | 相模原市立相原中学校 |
| 相原四丁目 | 全域                                                              | 相模原市立相原小学校   | 相模原市立相原中学校 |
| 相原五丁目 | 全域                                                              | 相模原市立相原小学校   | 相模原市立相原中学校 |
| 相原六丁目 | 全域                                                              | 相模原市立相原小学校   | 相模原市立相原中学校 |

## 事業所
2021年（令和3年）現在の経済センサス調査による事業所数と従業員数は以下の通りである。
| 丁目       | 事業所数  | 従業員数 |
| ---------- | --------- | -------- |
| 相原一丁目 | 15事業所  | 189人    |
| 相原二丁目 | 38事業所  | 281人    |
| 相原三丁目 | 34事業所  | 114人    |
| 相原四丁目 | 31事業所  | 308人    |
| 相原五丁目 | 41事業所  | 733人    |
| 相原六丁目 | 32事業所  | 116人    |
| 計         | 191事業所 | 1,741人  |

### 事業者数の変遷
経済センサスによる事業所数の推移。
| 年                 | 事業者数 |
| ------------------ | -------- |
| 2016年（平成28年） | 185      |
| 2021年（令和3年）  | 191      |

### 従業員数の変遷
経済センサスによる従業員数の推移。
| 年                 | 従業員数 |
| ------------------ | -------- |
| 2016年（平成28年） | 1,186    |
| 2021年（令和3年）  | 1,741    |

## 交通
- 国道413号

## 施設
- 相模原市立相原小学校

## その他

### 日本郵便
- 郵便番号 : 252-0141[3]（集配局 : 橋本郵便局[17]）。